# Eueides tales
Eueides tales es una especie de lepidóptero de la familia Nymphalidae. Es originaria de América.

## Descripción
Las hembras normalmente ponen los huevos individualmente en las hojas de la planta huésped. Las larvas maduras tienen un cuerpo blanco con manchas de color negro, con la cabeza de color naranja y tapón anal, su envergadura es de unos 4 cm. Las orugas son gregarias en grupos pequeños (Brown, 1981).